# Das wilde Schaf
Das wilde Schaf ist ein Film des französischen Regisseurs Michel Deville aus dem Jahr 1974.

## Handlung
Der Pariser Bankangestellte Nicolas Mallet, ein eher zielloser und schüchterner Mensch, spricht auf offener Straße die junge hübsche Marie-Paule an. In seine Einladung auf einen Kaffee willigt sie sofort ein. Nicolas kündigt im Rausch des ungewohnten Erfolgs seinem Freund Claude Fabre an, mit der jungen Frau schlafen zu wollen. Am nächsten Tag verführt er sie in einem Hotelzimmer. Obwohl er dabei auch gewalttätig wird, ist die ohnehin gefügige Marie-Paule ihm weiter zugetan, sie verliebt sich schließlich sogar in ihn. 
Fabre ist ein erfolgloser Schriftsteller, der eine schwere Gehbehinderung hat (was dem Zuschauer erst am Schluss des Filmes klar wird und im Nachhinein die Erklärung für Fabres manipulatives Verhalten liefert) und sein Leben im Wesentlichen im Café sitzend verbringt. Er ist von Mallets Verwandlung zunächst überrascht und will seine Fähigkeiten nutzen, indem er die Handlungen seines Freundes wie die einer Romanfigur steuert. Und Mallet lässt sich in Anbetracht der Trostlosigkeit seines bisherigen Lebens ohne Umschweife darauf ein.
Mallet kündigt auf Fabres Geheiß seine Anstellung in der Bank. Um seine Talente zu Tage zu fördern, begeht er mindestens einmal am Tag eine ungewöhnliche Tat. Neben dem Ansprechen fremder Frauen zählt dazu beispielsweise die unbefugte Inanspruchnahme eines Chauffeurwagens. Seinen Erfolg bei Frauen soll Mallet dazu benutzen, seine Umwelt zu manipulieren und sich selbst zu bereichern. Über das eigentliche Ziel des Vexierspiels lässt Fabre seinen Freund jedoch bis zuletzt im Unklaren. Vordergründig scheint es darum zu gehen, mit wechselnden Schwerpunkten gesellschaftlichen, politischen und wirtschaftlichen Einfluss zu gewinnen. Jedoch möchte Fabre eine mächtige und einnehmende Persönlichkeit erschaffen, die er dann am Ende mit seiner Jugendliebe Shirley Douglas konfrontieren kann.
Fabre schlägt Mallet daher vor, die Frau des Philosophieprofessors Georges Groult bei einem gemeinsamen Abendessen zu verführen. Bald nach dem Kennenlernen beginnt die ehemüde und vernachlässigte Roberte tatsächlich eine Affäre mit ihm, aus der sogar ein Kind hervorgeht. Als Groult von dem Seitensprung seiner Frau erfährt, erschießt er vor den Augen des Liebhabers zuerst sie und dann sich selbst. 
Mallets Aufstieg nimmt seinen Lauf, indem er Frauen in gesellschaftlich wichtigen Positionen durch Affären für sich einnimmt. Er verkuppelt sogar seine Freundin Marie-Paule mit einem reichen älteren Herrn namens Lucien Lourceuil. Zudem wird er dessen „rechte Hand“ und unterstützt seine Kandidatur bei den Parlamentswahlen. Mallet schläft wegen der Aussicht auf eine Erbschaft auch mit der alten steinreichen Witwe Tania Hernance. 
Marie-Paule heiratet schließlich den gerade verwitweten Lourceuil, trifft sich aber weiter mit Nicolas. Fabre, der alle Schritte Mallets generalstabsmäßig plant, setzt diesen schließlich auf die Hollywood-Schauspielerin Shirley Douglas an (Fabre hat die Tochter eines Pariser Apothekers in seiner Jugend angeschmachtet). Er will sehen, ob sein Idol dem Verführer standhalten kann. Nicolas ist mit seinem Charme auch diesmal erfolgreich und  erzählt Fabre davon. Diese tiefe persönliche Enttäuschung (vielleicht aber auch die Tatsache, dass er über Nicolas nun seine Jugendliebe erobern konnte) ist zu viel für Claude. Er erschießt sich, nachdem er mit Champagner feierlich von seinem Werkzeug, dem ahnungslosen Nicolas, Abschied genommen hat. Als dann auch Lourceuil stirbt, heiratet Nicolas, dem letzten Rat Fabres folgend, die verwitwete Marie-Paule. Und seinem verstorbenen Freund Claude Fabre setzt er mit einem großen Artikel auf der Titelseite der schon länger von Tania Hernance erworbenen Zeitung ein Denkmal.

## Kritiken
- Lexikon des internationalen Films: Frivole Gesellschaftssatire, die durch allzu elegante Regie jede ironische Schärfe einbüßt. Den ernsten Komponenten des Stoffes wird die Inszenierung in keiner Weise gerecht.[1]